# Nigel de Jong
Nigel de Jong (pronuncia ˈnɑjdʒəl də ˈjɔŋ; Amsterdam, 30 novembre 1984) è un dirigente sportivo ed ex calciatore olandese, di ruolo centrocampista, direttore sportivo della nazionale olandese.

## Biografia
Suo padre Jerry, di origine surinamese, era anch'egli un calciatore.
È sposato con Winonah, con la quale ha due figli: Isaura-Siënna e Kyan.

## Carriera

### Club

#### Ajax
Cresciuto nelle giovanili dell'Ajax, in cui arriva all'età di 9 anni. Il 19 ottobre 2002 de Jong debutta con la maglia della prima squadra, in occasione della partita di campionato vinta per 6-2 contro l'AZ Alkmaar. Fa il suo esordio nelle competizioni UEFA per club il 22 ottobre seguente, nell'incontro di Champions League pareggiato per 1-1 all'Amsterdam ArenA contro il Rosenborg, subentrando all'83º minuto al connazionale Richard Witschge. In questa competizione mette a segno anche un gol, il primo da professionista, nella partita pareggiata sempre per 1-1 il 18 febbraio 2003 in casa dell'Arsenal. In questa stagione viene spesso schierato titolare nella zona bassa del centrocampo, sul lato destro, ma, col passare del tempo, parte sempre di più dalla panchina, subentrando spesso a partita inoltrata. Chiude l'annata con i Lancieri con 17 presenze in campionato, 10 (con 1 gol) in Champions League e una presenza nella coppa nazionale, l'allora Amstel Cup.

#### Amburgo
Nel gennaio 2006 si trasferisce all'Amburgo, in Germania. Il suo primo impatto sulla Bundesliga è positivo: segna un gol ai rivali del Bayern Monaco, decretandone la sconfitta che è stata, fra l'altro, la prima dei bavaresi nel loro nuovo stadio.

#### Manchester City
Dopo tre anni, il 21 gennaio 2009 passa al Manchester City in cambio di 18 milioni di sterline. De Jong sceglie la maglia numero 34. Debutta con i Citiziens contro il Newcastle il 28 gennaio successivo, per poi diventare punto fermo del centrocampo celeste. In quel campionato totalizza 16 presenze. Comincia la stagione 2009-2010 in panchina per le prime 3 partite, riconquistando il proprio posto in mezzo al campo a partire da un 4-2 inflitto all'Arsenal il 12 settembre. Il 5 dicembre seguente, dopo una vittoria per 2-1 contro il Chelsea, viene nominato Man of the match, definendo la partita come i migliori 90' giocati in tutta la sua carriera. Il 3 ottobre 2010, nella partita di campionato contro il Newcastle, è autore di un'entrata scomposta sul fantasista francese Hatem Ben Arfa, che procura a questi una doppia frattura, tibia e perone, della gamba sinistra. Segna la sua prima rete con la maglia del Manchester City contro il West Ham il 1º maggio 2011.
In totale, nelle tre stagioni e mezza trascorse con i Citizens, disputa 137 partite ufficiali segnando 2 gol.

#### Milan
Il 31 agosto 2012, ultimo giorno della sessione estiva di calciomercato, passa a titolo definitivo al Milan per 3,5 milioni di euro, con cui firma un contratto triennale fino al 30 giugno 2015 e sceglie di mantenere la sua maglia numero 34. Esordisce con la squadra milanese il giorno seguente, in occasione della vittoria esterna per 3-1 contro il Bologna nella seconda giornata di campionato. Segna la sua prima rete con la maglia rossonera il 20 ottobre 2012, nel corso del match perso per 3-2 in casa della Lazio. Il 9 dicembre seguente, durante la partita vinta per 4-2 in casa del Torino, rimedia una rottura sottocutanea del tendine d'Achille sinistro. L'infortunio lo costringe a chiudere anticipatamente la stagione, nella quale totalizza 16 presenze e 1 gol. Nella stagione seguente è il giocatore milanista più impiegato durante l'annata, nella quale, il 4 maggio 2014, realizza anche la rete che consente ai rossoneri di vincere per 1-0 il derby con l'Inter. Il 14 settembre seguente, in occasione della partita vinta per 5-4 contro il Parma, segna il suo primo gol nella stagione 2014-2015. Il 13 gennaio 2015 realizza anche la rete del definitivo 2-1 nella vittoria in Coppa Italia contro il Sassuolo, partita valida per gli ottavi di finale. Conclude la sua terza stagione con 30 presenze e 4 reti e il 26 giugno rinnova il suo contratto con il Milan fino al 30 giugno 2018.
Il 1º febbraio 2016 rescinde consensualmente il suo contratto col Milan restando svincolato.

#### Los Angeles Galaxy
Il 3 febbraio 2016 viene ufficializzato il suo trasferimento nel club californiano.

#### Galatasaray
Il 31 agosto 2016 si trasferisce al club turco, firmando un contratto biennale. Ma tuttavia nel gennaio 2018 rescinde il suo contratto.

#### Magonza
Il 5 gennaio 2018 fa ritorno dopo nove anni in Bundesliga, firmando un contratto di sei mesi con il Magonza.

#### Al-Ahly Doha
Nell’estate 2018 passa alla squadra qatariota Al-Ahly Doha, firmando un contratto annuale fino al 30 giugno 2019. Nel contempo diventa opinionista per l’emittente qatariota BeIN Sports.

#### Al Shahaniya
Il 2 agosto 2019 diventa un nuovo giocatore dell'Al-Shahaniya e questa è la sua ultima esperienza da calciatore.

### Nazionale

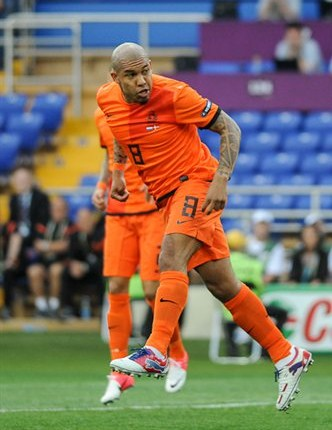
De Jong in azione con l'Olanda contro la Danimarca agli Europei 2012.

Il 31 marzo 2004 debutta con la maglia dei Paesi Bassi in un'amichevole contro la Francia. Non viene preso in considerazione per Euro 2004 e salta i Mondiali del 2006 per un infortunio al ginocchio.
Viene convocato da Marco van Basten per Euro 2008, e gioca tutti i 90' del 3-0 all'Italia, nel quale riceve un cartellino giallo per un fallo su Massimo Ambrosini. Il 13 giugno 2008 gioca ancora una volta 90' contro la Francia, con la partita che finisce 4-1 per gli arancioni. Durante la manifestazione viene schierato come "schermo" davanti alla difesa in coppia con Orlando Engelaar nel 4-2-3-1 di van Basten. Anche grazie al loro contributo, l'Olanda subisce un solo gol nella fase a gironi.
Segna il suo primo gol con la maglia arancio nelle qualificazioni per i Mondiali del 2010, il 6 giugno 2009 contro l'Islanda.
Durante un'amichevole, il 3 marzo 2010, de Jong frattura una gamba allo statunitense Stuart Holden in un contrasto per il quale riceve solo un cartellino giallo. Dopo la partita, non mostrando alcun rimorso, dichiara:
De Jong viene convocato dal CT Bert van Marwijk per i Mondiali 2010 in Sudafrica. Il giocatore viene schierato titolare nel primo incontro della competizione, una vittoria per 2-0 sulla Danimarca. Gioca molte altre partite disputando anche la finale persa 1-0 contro la Spagna. Durante la partita entra in maniera cruenta sul centrocampista avversario Xabi Alonso, colpendolo con un calcio in pieno petto e rimediando un'ammonizione; lo stesso arbitro dell'incontro Howard Webb successivamente ha ammesso che il giocatore avrebbe dovuto essere invece espulso.
Nel 2022 viene inserito nella Hall of Fame della nazionale olandese.

## Dopo il ritiro
Nel 2021 è opinionista dell’Europeo su ITV Football.
Il 4 gennaio 2023 diventa dirigente della federcalcio olandese come directeur topvoetbal.
Nello stesso periodo, insieme ad altri ex giocatori olandesi, entra a far parte della squadra di Viaplay Sport, piattaforma streaming che trasmette anche la Bundesliga e la Coppa di Lega inglese.

## Statistiche

### Presenze e reti nei club
Statistiche aggiornate al 20 agosto 2020.
| Stagione               | Squadra                | Campionato             | Campionato | Campionato | Coppe nazionali | Coppe nazionali | Coppe nazionali | Coppe continentali | Coppe continentali | Coppe continentali | Altre coppe | Altre coppe | Altre coppe | Totale | Totale |
| Stagione               | Squadra                | Comp                   | Pres       | Reti       | Comp            | Pres            | Reti            | Comp               | Pres               | Reti               | Comp        | Pres        | Reti        | Pres   | Reti   |
| ---------------------- | ---------------------- | ---------------------- | ---------- | ---------- | --------------- | --------------- | --------------- | ------------------ | ------------------ | ------------------ | ----------- | ----------- | ----------- | ------ | ------ |
| 2002-2003              | Ajax                   | ED                     | 17         | 0          | CO              | 1               | 0               | UCL                | 10                 | 1                  | SO          | 0           | 0           | 28     | 1      |
| 2003-2004              | Ajax                   | ED                     | 32         | 1          | CO              | 1               | 0               | UCL                | 5                  | 0                  | -           | -           | -           | 38     | 1      |
| 2004-2005              | Ajax                   | ED                     | 31         | 5          | CO              | 2               | 0               | UCL+CU             | 6+2                | 1+0                | SO          | 1           | 0           | 42     | 6      |
| 2005-gen. 2006         | Ajax                   | ED                     | 16         | 2          | CO              | 1               | 0               | UCL                | 7                  | 3                  | SO          | 1           | 0           | 25     | 5      |
| Totale Ajax            | Totale Ajax            | Totale Ajax            | 96         | 8          |                 | 5               | 0               |                    | 30                 | 5                  |             | 2           | 0           | 133    | 13     |
| gen.-giu. 2006         | Amburgo                | BL                     | 12         | 1          | CG              | 0               | 0               | CU                 | 3                  | 0                  | -           | -           | -           | 15     | 1      |
| 2006-2007              | Amburgo                | BL                     | 18         | 0          | CG+CdL          | 1+1             | 0               | UCL                | 5                  | 1                  | -           | -           | -           | 25     | 1      |
| 2007-2008              | Amburgo                | BL                     | 29         | 1          | CG              | 3               | 1               | Int+CU             | 2+9                | 0+1                | -           | -           | -           | 43     | 3      |
| 2008-gen. 2009         | Amburgo                | BL                     | 7          | 0          | CG              | 2               | 0               | CU                 | 2                  | 0                  | -           | -           | -           | 11     | 0      |
| Totale Amburgo         | Totale Amburgo         | Totale Amburgo         | 66         | 2          |                 | 7               | 1               |                    | 21                 | 2                  |             | -           | -           | 94     | 5      |
| gen.-giu. 2009         | Manchester City        | PL                     | 16         | 0          | FACup+CdL       | 0               | 0               | CU                 | 0                  | 0                  | -           | -           | -           | 16     | 0      |
| 2009-2010              | Manchester City        | PL                     | 34         | 0          | FACup+CdL       | 3+5             | 0               | -                  | -                  | -                  | -           | -           | -           | 42     | 0      |
| 2010-2011              | Manchester City        | PL                     | 32         | 1          | FACup+CdL       | 4+0             | 0               | UEL                | 5                  | 0                  | -           | -           | -           | 41     | 1      |
| 2011-2012              | Manchester City        | PL                     | 21         | 0          | FACup+CdL       | 1+4             | 0+1             | UCL+UEL            | 5+4                | 0                  | CS          | 1           | 0           | 36     | 1      |
| ago. 2012              | Manchester City        | PL                     | 1          | 0          | FACup+CdL       | 0+0             | 0               | UCL                | 0                  | 0                  | CS          | 1           | 0           | 2      | 0      |
| Totale Manchester City | Totale Manchester City | Totale Manchester City | 104        | 1          |                 | 17              | 1               |                    | 14                 | 0                  |             | 2           | 0           | 137    | 2      |
| 2012-2013              | Milan                  | A                      | 12         | 1          | CI              | 0               | 0               | UCL                | 4                  | 0                  | -           | -           | -           | 16     | 1      |
| 2013-2014              | Milan                  | A                      | 33         | 2          | CI              | 1               | 0               | UCL                | 10                 | 0                  | -           | -           | -           | 44     | 2      |
| 2014-2015              | Milan                  | A                      | 29         | 3          | CI              | 1               | 1               | -                  | -                  | -                  | -           | -           | -           | 30     | 4      |
| 2015-gen. 2016         | Milan                  | A                      | 5          | 0          | CI              | 1               | 0               | -                  | -                  | -                  | -           | -           | -           | 6      | 0      |
| Totale Milan           | Totale Milan           | Totale Milan           | 79         | 6          |                 | 3               | 1               |                    | 14                 | 0                  |             | -           | -           | 96     | 7      |
| 2016                   | Los Angeles Galaxy     | MLS                    | 18         | 0          | USOC            | 2               | 0               | CCL                | 2                  | 0                  | -           | -           | -           | 22     | 0      |
| 2016-2017              | Galatasaray            | SL                     | 18         | 1          | TK              | 6               | 0               | -                  | -                  | -                  | ST          | 0           | 0           | 24     | 1      |
| 2017-gen. 2018         | Galatasaray            | SL                     | 0          | 0          | TK              | 0               | 0               | UEL                | 0                  | 0                  | -           | -           | -           | 0      | 0      |
| gen.-giu. 2018         | Magonza                | BL                     | 11         | 0          | CG              | 1               | 0               | -                  | -                  | -                  | -           | -           | -           | 12     | 0      |
| 2018-2019              | Al-Ahly Doha           | QSL                    | 21         | 4          | QSC+EQC         | 1+3             | 0+0             | ACL                | 0                  | 0                  | -           | -           | -           | 25     | 4      |
| set. 2019-2020         | Al-Shahaniya           | QSL                    | 22         | 0          | EQC             | 4               | 1               |                    | -                  | -                  | -           | -           | -           | 26     | 1      |
| 2020-2021              | Al-Shahaniya           | QSD                    | 14?+1+     | 0?+0+      |                 | -               | -               |                    | -                  | -                  | -           | -           | -           | 15+    | 0+     |
| Totale Al-Shahaniya    | Totale Al-Shahaniya    | Totale Al-Shahaniya    | 36?+1+     | 0?+0+      |                 | 4               | 1               |                    | -                  | -                  |             | -           | -           | 41     | 1      |
| Totale carriera        | Totale carriera        | Totale carriera        | 449+1      | 22+0       |                 | 49              | 4               |                    | 81                 | 7                  |             | 4           | 0           | 584    | 33     |

### Cronologia presenze e reti in nazionale
| Cronologia completa delle presenze e delle reti in nazionale ― Paesi Bassi | Cronologia completa delle presenze e delle reti in nazionale ― Paesi Bassi | Cronologia completa delle presenze e delle reti in nazionale ― Paesi Bassi | Cronologia completa delle presenze e delle reti in nazionale ― Paesi Bassi | Cronologia completa delle presenze e delle reti in nazionale ― Paesi Bassi | Cronologia completa delle presenze e delle reti in nazionale ― Paesi Bassi | Cronologia completa delle presenze e delle reti in nazionale ― Paesi Bassi | Cronologia completa delle presenze e delle reti in nazionale ― Paesi Bassi |
| Data                                                                       | Città                                                                      | In casa                                                                    | Risultato                                                                  | Ospiti                                                                     | Competizione                                                               | Reti                                                                       | Note                                                                       |
| -------------------------------------------------------------------------- | -------------------------------------------------------------------------- | -------------------------------------------------------------------------- | -------------------------------------------------------------------------- | -------------------------------------------------------------------------- | -------------------------------------------------------------------------- | -------------------------------------------------------------------------- | -------------------------------------------------------------------------- |
| 31-3-2004                                                                  | Rotterdam                                                                  | Paesi Bassi                                                                | 0 – 0                                                                      | Francia                                                                    | Amichevole                                                                 | -                                                                          | 67’                                                                        |
| 18-8-2004                                                                  | Stoccolma                                                                  | Svezia                                                                     | 2 – 2                                                                      | Paesi Bassi                                                                | Amichevole                                                                 | -                                                                          | 70’                                                                        |
| 8-9-2004                                                                   | Amsterdam                                                                  | Paesi Bassi                                                                | 2 – 0                                                                      | Rep. Ceca                                                                  | Qual. Mondiali 2006                                                        | -                                                                          |                                                                            |
| 9-10-2004                                                                  | Skopje                                                                     | Macedonia                                                                  | 2 – 2                                                                      | Paesi Bassi                                                                | Qual. Mondiali 2006                                                        | -                                                                          |                                                                            |
| 13-10-2004                                                                 | Amsterdam                                                                  | Paesi Bassi                                                                | 3 – 1                                                                      | Finlandia                                                                  | Qual. Mondiali 2006                                                        | -                                                                          |                                                                            |
| 4-6-2005                                                                   | Rotterdam                                                                  | Paesi Bassi                                                                | 2 – 0                                                                      | Romania                                                                    | Qual. Mondiali 2006                                                        | -                                                                          | 49’                                                                        |
| 8-6-2005                                                                   | Helsinki                                                                   | Finlandia                                                                  | 0 – 4                                                                      | Paesi Bassi                                                                | Qual. Mondiali 2006                                                        | -                                                                          | 86’                                                                        |
| 8-10-2005                                                                  | Praga                                                                      | Rep. Ceca                                                                  | 0 – 2                                                                      | Paesi Bassi                                                                | Qual. Mondiali 2006                                                        | -                                                                          | 84’                                                                        |
| 12-10-2005                                                                 | Amsterdam                                                                  | Paesi Bassi                                                                | 0 – 0                                                                      | Macedonia                                                                  | Qual. Mondiali 2006                                                        | -                                                                          |                                                                            |
| 12-11-2005                                                                 | Amsterdam                                                                  | Paesi Bassi                                                                | 1 – 3                                                                      | Italia                                                                     | Amichevole                                                                 | -                                                                          | 60’                                                                        |
| 16-8-2006                                                                  | Dublino                                                                    | Irlanda                                                                    | 0 – 4                                                                      | Paesi Bassi                                                                | Amichevole                                                                 | -                                                                          | 46’                                                                        |
| 6-9-2006                                                                   | Eindhoven                                                                  | Paesi Bassi                                                                | 3 – 0                                                                      | Bielorussia                                                                | Qual. Euro 2008                                                            | -                                                                          |                                                                            |
| 7-10-2006                                                                  | Sofia                                                                      | Bulgaria                                                                   | 1 – 1                                                                      | Paesi Bassi                                                                | Qual. Euro 2008                                                            | -                                                                          |                                                                            |
| 11-10-2006                                                                 | Amsterdam                                                                  | Paesi Bassi                                                                | 2 – 1                                                                      | Albania                                                                    | Qual. Euro 2008                                                            | -                                                                          | 44’ 50’                                                                    |
| 7-2-2007                                                                   | Amsterdam                                                                  | Paesi Bassi                                                                | 4 – 1                                                                      | Russia                                                                     | Amichevole                                                                 | -                                                                          | 63’                                                                        |
| 2-6-2007                                                                   | Seul                                                                       | Corea del Sud                                                              | 0 – 2                                                                      | Paesi Bassi                                                                | Amichevole                                                                 | -                                                                          | 85’                                                                        |
| 6-6-2007                                                                   | Bangkok                                                                    | Thailandia                                                                 | 1 – 3                                                                      | Paesi Bassi                                                                | Amichevole                                                                 | -                                                                          | 60’                                                                        |
| 8-9-2007                                                                   | Amsterdam                                                                  | Paesi Bassi                                                                | 2 – 0                                                                      | Bulgaria                                                                   | Qual. Euro 2008                                                            | -                                                                          | 81’                                                                        |
| 21-11-2007                                                                 | Minsk                                                                      | Bielorussia                                                                | 2 – 1                                                                      | Paesi Bassi                                                                | Qual. Euro 2008                                                            | -                                                                          | 69’                                                                        |
| 6-2-2008                                                                   | Spalato                                                                    | Croazia                                                                    | 0 – 3                                                                      | Paesi Bassi                                                                | Amichevole                                                                 | -                                                                          | 71’                                                                        |
| 24-5-2008                                                                  | Rotterdam                                                                  | Paesi Bassi                                                                | 3 – 0                                                                      | Ucraina                                                                    | Amichevole                                                                 | -                                                                          | 73’                                                                        |
| 29-5-2008                                                                  | Eindhoven                                                                  | Paesi Bassi                                                                | 1 – 1                                                                      | Danimarca                                                                  | Amichevole                                                                 | -                                                                          | 46’                                                                        |
| 1-6-2008                                                                   | Rotterdam                                                                  | Paesi Bassi                                                                | 2 – 0                                                                      | Galles                                                                     | Amichevole                                                                 | -                                                                          | 46’                                                                        |
| 9-6-2008                                                                   | Berna                                                                      | Paesi Bassi                                                                | 3 – 0                                                                      | Italia                                                                     | Euro 2008 - 1º turno                                                       | -                                                                          | 58’                                                                        |
| 13-6-2008                                                                  | Berna                                                                      | Paesi Bassi                                                                | 4 – 1                                                                      | Francia                                                                    | Euro 2008 - 1º turno                                                       | -                                                                          |                                                                            |
| 21-6-2008                                                                  | Basilea                                                                    | Paesi Bassi                                                                | 1 – 3 dts                                                                  | Russia                                                                     | Euro 2008 - Quarti di finale                                               | -                                                                          |                                                                            |
| 20-8-2008                                                                  | Mosca                                                                      | Russia                                                                     | 1 – 1                                                                      | Paesi Bassi                                                                | Amichevole                                                                 | -                                                                          |                                                                            |
| 6-9-2008                                                                   | Eindhoven                                                                  | Paesi Bassi                                                                | 1 – 2                                                                      | Australia                                                                  | Amichevole                                                                 | -                                                                          |                                                                            |
| 10-9-2008                                                                  | Skopje                                                                     | Macedonia                                                                  | 1 – 2                                                                      | Paesi Bassi                                                                | Qual. Mondiali 2010                                                        | -                                                                          |                                                                            |
| 11-10-2008                                                                 | Rotterdam                                                                  | Paesi Bassi                                                                | 2 – 0                                                                      | Islanda                                                                    | Qual. Mondiali 2010                                                        | -                                                                          | 14’                                                                        |
| 11-2-2009                                                                  | Radès                                                                      | Tunisia                                                                    | 1 – 1                                                                      | Paesi Bassi                                                                | Amichevole                                                                 | -                                                                          | 52’ 59’                                                                    |
| 28-3-2009                                                                  | Amsterdam                                                                  | Paesi Bassi                                                                | 3 – 0                                                                      | Scozia                                                                     | Qual. Mondiali 2010                                                        | -                                                                          | 19’ 80’                                                                    |
| 1-4-2009                                                                   | Amsterdam                                                                  | Paesi Bassi                                                                | 4 – 0                                                                      | Macedonia                                                                  | Qual. Mondiali 2010                                                        | -                                                                          |                                                                            |
| 6-6-2009                                                                   | Reykjavík                                                                  | Islanda                                                                    | 1 – 2                                                                      | Paesi Bassi                                                                | Qual. Mondiali 2010                                                        | 1                                                                          | 49’ 80’                                                                    |
| 12-8-2009                                                                  | Amsterdam                                                                  | Paesi Bassi                                                                | 2 – 2                                                                      | Inghilterra                                                                | Amichevole                                                                 | -                                                                          |                                                                            |
| 5-9-2009                                                                   | Enschede                                                                   | Paesi Bassi                                                                | 3 – 0                                                                      | Giappone                                                                   | Amichevole                                                                 | -                                                                          | 36’                                                                        |
| 9-9-2009                                                                   | Glasgow                                                                    | Scozia                                                                     | 0 – 1                                                                      | Paesi Bassi                                                                | Qual. Mondiali 2010                                                        | -                                                                          |                                                                            |
| 14-11-2009                                                                 | Pescara                                                                    | Italia                                                                     | 0 – 0                                                                      | Paesi Bassi                                                                | Amichevole                                                                 | -                                                                          |                                                                            |
| 18-11-2009                                                                 | Eindhoven                                                                  | Paesi Bassi                                                                | 0 – 0                                                                      | Paraguay                                                                   | Amichevole                                                                 | -                                                                          | 32’ 46’                                                                    |
| 3-3-2010                                                                   | Amsterdam                                                                  | Paesi Bassi                                                                | 2 – 1                                                                      | Stati Uniti                                                                | Amichevole                                                                 | -                                                                          | 31’ 60’                                                                    |
| 1-6-2010                                                                   | Rotterdam                                                                  | Paesi Bassi                                                                | 4 – 1                                                                      | Ghana                                                                      | Amichevole                                                                 | -                                                                          |                                                                            |
| 5-6-2010                                                                   | Amsterdam                                                                  | Paesi Bassi                                                                | 6 – 1                                                                      | Ungheria                                                                   | Amichevole                                                                 | -                                                                          |                                                                            |
| 14-6-2010                                                                  | Johannesburg                                                               | Paesi Bassi                                                                | 2 – 0                                                                      | Danimarca                                                                  | Mondiali 2010 - 1º turno                                                   | -                                                                          | 44’ 89’                                                                    |
| 19-6-2010                                                                  | Durban                                                                     | Paesi Bassi                                                                | 1 – 0                                                                      | Giappone                                                                   | Mondiali 2010 - 1º turno                                                   | -                                                                          |                                                                            |
| 24-6-2010                                                                  | Città del Capo                                                             | Camerun                                                                    | 1 – 2                                                                      | Paesi Bassi                                                                | Mondiali 2010 - 1º turno                                                   | -                                                                          |                                                                            |
| 28-6-2010                                                                  | Durban                                                                     | Paesi Bassi                                                                | 2 – 1                                                                      | Slovacchia                                                                 | Mondiali 2010 - Ottavi di finale                                           | -                                                                          |                                                                            |
| 2-7-2010                                                                   | Port Elizabeth                                                             | Paesi Bassi                                                                | 2 – 1                                                                      | Brasile                                                                    | Mondiali 2010 - Quarti di finale                                           | -                                                                          | 64’                                                                        |
| 11-7-2010                                                                  | Johannesburg                                                               | Paesi Bassi                                                                | 0 – 1 dts                                                                  | Spagna                                                                     | Mondiali 2010 - Finale                                                     | -                                                                          | 28’ 99’                                                                    |
| 3-9-2010                                                                   | Serravalle                                                                 | San Marino                                                                 | 0 – 5                                                                      | Paesi Bassi                                                                | Qual. Euro 2012                                                            | -                                                                          | 46’                                                                        |
| 7-9-2010                                                                   | Rotterdam                                                                  | Paesi Bassi                                                                | 2 – 1                                                                      | Finlandia                                                                  | Qual. Euro 2012                                                            | -                                                                          |                                                                            |
| 25-3-2011                                                                  | Budapest                                                                   | Ungheria                                                                   | 0 – 4                                                                      | Paesi Bassi                                                                | Qual. Euro 2012                                                            | -                                                                          |                                                                            |
| 29-3-2011                                                                  | Amsterdam                                                                  | Paesi Bassi                                                                | 5 – 3                                                                      | Ungheria                                                                   | Qual. Euro 2012                                                            | -                                                                          |                                                                            |
| 4-6-2011                                                                   | Goiânia                                                                    | Brasile                                                                    | 0 – 0                                                                      | Paesi Bassi                                                                | Amichevole                                                                 | -                                                                          | 64’                                                                        |
| 8-6-2011                                                                   | Montevideo                                                                 | Uruguay                                                                    | 0 – 0                                                                      | Paesi Bassi                                                                | Amichevole                                                                 | -                                                                          | 58’ - 64’                                                                  |
| 11-11-2011                                                                 | Amsterdam                                                                  | Paesi Bassi                                                                | 0 – 0                                                                      | Svizzera                                                                   | Amichevole                                                                 | -                                                                          |                                                                            |
| 15-11-2011                                                                 | Amburgo                                                                    | Germania                                                                   | 3 – 0                                                                      | Paesi Bassi                                                                | Amichevole                                                                 | -                                                                          | 64’                                                                        |
| 29-2-2012                                                                  | Londra                                                                     | Inghilterra                                                                | 2 – 3                                                                      | Paesi Bassi                                                                | Amichevole                                                                 | -                                                                          |                                                                            |
| 26-5-2012                                                                  | Amsterdam                                                                  | Paesi Bassi                                                                | 1 – 2                                                                      | Bulgaria                                                                   | Amichevole                                                                 | -                                                                          | 85’                                                                        |
| 30-5-2012                                                                  | Rotterdam                                                                  | Paesi Bassi                                                                | 2 – 0                                                                      | Slovacchia                                                                 | Amichevole                                                                 | -                                                                          |                                                                            |
| 2-6-2012                                                                   | Amsterdam                                                                  | Paesi Bassi                                                                | 6 – 0                                                                      | Irlanda del Nord                                                           | Amichevole                                                                 | -                                                                          |                                                                            |
| 9-6-2012                                                                   | Charkiv                                                                    | Paesi Bassi                                                                | 0 – 1                                                                      | Danimarca                                                                  | Euro 2012 - 1º turno                                                       | -                                                                          | 71’                                                                        |
| 13-6-2012                                                                  | Charkiv                                                                    | Paesi Bassi                                                                | 1 – 2                                                                      | Germania                                                                   | Euro 2012 - 1º turno                                                       | -                                                                          | 80’                                                                        |
| 17-6-2012                                                                  | Charkiv                                                                    | Portogallo                                                                 | 2 – 1                                                                      | Paesi Bassi                                                                | Euro 2012 - 1º turno                                                       | -                                                                          |                                                                            |
| 15-8-2012                                                                  | Bruxelles                                                                  | Belgio                                                                     | 4 – 2                                                                      | Paesi Bassi                                                                | Amichevole                                                                 | -                                                                          |                                                                            |
| 12-10-2012                                                                 | Rotterdam                                                                  | Paesi Bassi                                                                | 3 – 0                                                                      | Andorra                                                                    | Qual. Mondiali 2014                                                        | -                                                                          |                                                                            |
| 16-10-2012                                                                 | Bucarest                                                                   | Romania                                                                    | 1 – 4                                                                      | Paesi Bassi                                                                | Qual. Mondiali 2014                                                        | -                                                                          | 84’                                                                        |
| 14-11-2012                                                                 | Amsterdam                                                                  | Paesi Bassi                                                                | 0 – 0                                                                      | Germania                                                                   | Amichevole                                                                 | -                                                                          |                                                                            |
| 11-10-2013                                                                 | Amsterdam                                                                  | Paesi Bassi                                                                | 8 – 1                                                                      | Ungheria                                                                   | Qual. Mondiali 2014                                                        | -                                                                          | 64’                                                                        |
| 16-11-2013                                                                 | Genk                                                                       | Giappone                                                                   | 2 – 2                                                                      | Paesi Bassi                                                                | Amichevole                                                                 | -                                                                          | 46’                                                                        |
| 31-5-2014                                                                  | Rotterdam                                                                  | Paesi Bassi                                                                | 1 – 0                                                                      | Ghana                                                                      | Amichevole                                                                 | -                                                                          |                                                                            |
| 4-6-2014                                                                   | Amsterdam                                                                  | Paesi Bassi                                                                | 2 – 0                                                                      | Galles                                                                     | Amichevole                                                                 | -                                                                          | 78’                                                                        |
| 13-6-2014                                                                  | Salvador                                                                   | Spagna                                                                     | 1 – 5                                                                      | Paesi Bassi                                                                | Mondiali 2014 - 1º turno                                                   | -                                                                          |                                                                            |
| 18-6-2014                                                                  | Porto Alegre                                                               | Australia                                                                  | 2 – 3                                                                      | Paesi Bassi                                                                | Mondiali 2014 - 1º turno                                                   | -                                                                          |                                                                            |
| 23-6-2014                                                                  | San Paolo                                                                  | Paesi Bassi                                                                | 2 – 0                                                                      | Cile                                                                       | Mondiali 2014 - 1º turno                                                   | -                                                                          |                                                                            |
| 29-6-2014                                                                  | Fortaleza                                                                  | Paesi Bassi                                                                | 2 – 1                                                                      | Messico                                                                    | Mondiali 2014 - Ottavi di finale                                           | -                                                                          | 9’                                                                         |
| 9-7-2014                                                                   | San Paolo                                                                  | Paesi Bassi                                                                | 0 – 0 dts (2 – 4 dtr)                                                      | Argentina                                                                  | Mondiali 2014 - Semifinale                                                 | -                                                                          | 62’                                                                        |
| 4-9-2014                                                                   | Bari                                                                       | Italia                                                                     | 2 – 0                                                                      | Paesi Bassi                                                                | Amichevole                                                                 | -                                                                          | 63’                                                                        |
| 9-9-2014                                                                   | Praga                                                                      | Rep. Ceca                                                                  | 2 – 1                                                                      | Paesi Bassi                                                                | Qual. Euro 2016                                                            | -                                                                          |                                                                            |
| 10-10-2014                                                                 | Amsterdam                                                                  | Paesi Bassi                                                                | 3 – 1                                                                      | Kazakistan                                                                 | Qual. Euro 2016                                                            | -                                                                          | 56’                                                                        |
| 13-10-2014                                                                 | Reykjavík                                                                  | Islanda                                                                    | 2 – 0                                                                      | Paesi Bassi                                                                | Qual. Euro 2016                                                            | -                                                                          | 83’                                                                        |
| 28-3-2015                                                                  | Amsterdam                                                                  | Paesi Bassi                                                                | 1 – 1                                                                      | Turchia                                                                    | Qual. Euro 2016                                                            | -                                                                          | 63’                                                                        |
| Totale                                                                     |                                                                            | Presenze                                                                   | 81                                                                         |                                                                            | Reti                                                                       | 1                                                                          |                                                                            |

## Palmarès

### Club

#### Competizioni nazionali
- Campionato olandese: 1

Ajax: 2003-2004
- Supercoppa dei Paesi Bassi: 1

Ajax: 2005
- Coppa d'Inghilterra: 1

Manchester City: 2010-2011
- Campionato inglese: 1

Manchester City: 2011-2012
- Community Shield: 1

Manchester City: 2012

#### Competizioni internazionali
- Coppa Intertoto UEFA: 1

Amburgo: 2007

### Individuale
- Miglior sportivo della città di Amsterdam:

2002
- Miglior giocatore dell'Ajax: 1

2004-2005